# Aeolus pyroplabtus
Aeolus pyroplabtus là một loài bọ cánh cứng trong họ Elateridae. Loài này được Berg miêu tả khoa học năm 1892.